# Championnat de Macédoine du Nord de football 2024-2025
Navigation
Édition précédente Édition suivante
La saison 2024-2025 du championnat de Macédoine du Nord de football est la trente-troisième édition de la première division macédonienne. Lors de celle-ci, le FC Struga tente de conserver son titre de champion face aux onze meilleurs clubs macédoniens. Les clubs se confrontent à trois reprises aux onze autres.
Trois places qualificatives pour les compétitions européennes seront attribuées par le biais du championnat (1 place au premier tour de qualification de la Ligue des champions 2025-2026, et 2 places au premier tour de qualification de la Ligue Conférence 2025-2026). Une autre place qualificative pour le premier tour de qualification de la Ligue Conférence sera garantie au vainqueur de la Coupe de Macédoine du Nord. Les 2 derniers du championnat sont relégués en deuxième division, et le 10e jouera un barrage pour se maintenir en 1ère division.

## Compétition

### Classement
Les équipes sont classées selon leur nombre de points, lesquels sont répartis comme suit : trois points pour une victoire, un point pour un match nul et zéro point pour une défaite. Pour départager les égalités, les critères suivants sont utilisés :
1. Différence de buts générale
2. Nombre de buts marqués
3. Nombre de points marqués en confrontations directes (*)
4. Différence de buts en confrontations directes (*)
5. Nombre de buts marqués à l'extérieur en confrontations directes (*)
6. Nombre de buts marqués en confrontations directes (*)

Si l'égalité reste parfaite, les équipes occupent le même classement. Pour un départage pour le titre de champion, une qualification à une compétition européenne ou une relégation, seules les critères marqués d'un astérisque sont valables. En cas de nouvelle égalité, un match d'appui est joué.